# Spyridarcha titanota
Spyridarcha titanota är en fjärilsart som beskrevs av Edward Meyrick 1913. Spyridarcha titanota ingår i släktet Spyridarcha och familjen Plutellidae. Inga underarter finns listade i Catalogue of Life.